# Vanderbilt Mansion National Historic Site
Le Vanderbilt Mansion National Historic Site est un site historique national américain à Hyde Park, dans le comté de Dutchess, dans l'État de New York. Créé le 18 décembre 1940, il est inscrit au Registre national des lieux historiques depuis le 15 octobre 1966.